# Kreuzschritt
Ein Lockstep, auch Kreuzschritt, ist ein Tanzschritt bei Jive, Quickstepp, Hip-Hop oder Cha-Cha-Cha, der aus folgenden drei Schritten besteht:
1. Ein Schritt vorwärts
2. Spielbein kreuzt schräg hinter das Standbein
3. Ein Schritt vorwärts

Dieser Tanzschritt kann sowohl vorwärts, als auch rückwärts getanzt werden. Ein rückwärtiger Lockstep wird auch Backlockstep genannt.